# James Michael Curley
James Michael Curley, född 20 november 1874 i Boston, Massachusetts, död 12 november 1958 i Boston, var en amerikansk demokratisk politiker. Han var ledamot av USA:s representanthus 1911–1914 och 1943–1947, Bostons borgmästare 1914–1918, 1922–1926, 1930–1934 samt 1946–1950 och dessutom Massachusetts guvernör 1935–1937.
Curley tillträdde 1911 som kongressledamot och avgick 1914 för att tillträda som borgmästare, ett ämbete som han innehade i sammanlagt fyra fyraåriga ämbetsperioder. Han var även verksam som bankdirektör. År 1935 efterträdde han Joseph B. Ely som guvernör och efterträddes 1937 av Charles F. Hurley. Som kongressledamot tillträdde han på nytt 1943 och efterträddes 1947 av John F. Kennedy.
Curley dömdes 1947 av postbedrägeri och tillbringade fem månader i fängelse under sin sista ämbetsperiod som Bostons borgmästare. Senare benådades han av presidenten. Curley, en beryktad politisk boss av irländsk härkomst, kallades i folkmun The Rascal King. The Mighty Mighty Bosstones låt The Rascal King handlar om honom.